# Rio Claro (Iguaçu)
Der Rio Claro ist ein etwa 127 km langer rechter Nebenfluss des Rio Iguaçu im Süden des brasilianischen Bundesstaats Paraná.

## Geografie

### Lage
Das Einzugsgebiet des Rio Claro befindet sich auf dem Dritten und dem Segundo Planalto Paranaense (Dritte oder Guarapuava- und Zweite oder Ponta-Grossa-Hochebene von Paraná).

### Verlauf
Sein Quellgebiet liegt im Munizip Mallet auf 1.236 m Meereshöhe in einem Tal ungefähr 5 km westlich des Cerro Só, einem Berggipfel der Serra da Esperança. Der Hauptort Mallet liegt etwa 15 km südöstlich des Quellgebiets. 
Der Fluss verläuft auf seinen ersten 15 km innerhalb des Umweltschutzgebiets Área de Proteção Ambiental da Serra da Esperança nach Süden. Dann wendet er sich nach Osten, fließt südlich an Mallet vorbei, bildet mit zwei großen Schleifen ein großes "S" und nimmt im Unterlauf die südöstliche Richtung. Er bildet streckenweise die Munizipgrenze zu Paulo Frontin. Auf den letzten 30 km seines Laufs dient er als Grenzfluss zwischen Paulo Frontin und São Mateus do Sul.  Er mündet auf 750 m Höhe von rechts in den Rio Iguaçu. Er ist etwa 127 km lang.

### Munizipien im Einzugsgebiet
Am Rio Claro liegen die drei Munizipien Mallet, Paulo Frontin und  São Mateus do Sul.